# Флавий Саллюстий
Флавий Саллюстий (лат. Flavius Sallustius) — государственный деятель Римской империи середины IV века, консул 363 года.

## Биография
Саллюстий был родом из Испании. Занимал различные должности в государственном аппарате, которые зафиксированы в одной из надписей: он был последовательно викарием пяти провинций (лат. vicarius quinqum provinciarum), викарием Испании (лат. vicarius Hispaniarum), викарием города Рима (лат. vicarius urbi Romae), комитом консистория (советником императора). Последнюю должность занимал, очевидно, при цезаре Юлиане. Судя по тому, что он управлял последовательно тремя диоцезами, он был «новым человеком», а до своего викариата, несомненно, руководил провинцией. После того, как Флавий Юлиан был провозглашен солдатами Августом (в 361 году), Саллюстий был назначен им префектом Галлии. В начале 363 года император Юлиан сделал Флавия Саллюстия консулом вместе с собой. Аммиан Марцеллин пишет по этому поводу:

«Новостью казалось товарищество частного человека с Августом, так как никто не помнил, чтобы это случалось после консульства Диоклетиана и Аристобула».

Перед персидским походом император

«…получил скорбное письмо от префекта Галлии Саллюстия, который умолял его отложить поход против персов и заклинал не рисковать столь несвоевременно и не вымолив мира богов, неизбежной гибелью. Но Юлиан не обратил внимания на осторожный совет и смело шел дальше».

Не следует путать Флавия Саллюстия с Секундом Салютием, также соратником императора Юлиана, префектом Востока и кандидатом в императоры после гибели Юлиана. И тот, и другой разными исследователями соотносятся с философом-неоплатоником IV века Саллюстием.
В 363 году Саллюстий находился уже в преклонном возрасте. Известно, что он был язычником. В 364 году в его честь в Риме была установлена статуя.